# Мазур, Игорь Михайлович
И́горь Миха́йлович Ма́зур (р. 1957) — липецкий скульптор.
И. М. Мазур родился 6 мая 1957 года в городе Кизел Пермской области. В 1963 году с родителями переехал в Липецк. В 1976 году окончил Орловское художественное училище.
С 1977 года работал в ЛХПМ Липецкой области, тогда же начал активную деятельность как скульптор.
Мазур оформлял открытое в 1994 году здание железнодорожного вокзала Липецк (декоративная композиция в кассовом зале по мотивам романовской игрушки; герб на фасаде).

## Работы
- Памятный знак на месте канцелярии Петра I в Петровском проезде (вместе с Е. А. Вольфсоном, 1997).
- Памятник А. С. Пушкину и памятный знак на месте бывшей фамильной церкви семьи Пушкиных в Коренёвщине (вместе с Ю. Д. Гришко, 1999).
- Памятник Михаилу Наролину в сквере на пересечении улиц Ленина и Желябова (совместно с Ю. Д. Гришко, 2013 год).
- Стела на площади Победы. 2015 год.

Работы И. М. Мазура хранятся в московской Третьяковской галерее, Донецком областном краеведческом, Липецком областном краеведческом, Елецком краеведческом музеях.